# Theia (bolygó)

A Theia haladása és a Hold keletkezése animáción

A Theia feltételezett kőzetbolygó, mely a Naprendszer keletkezése után a Földével megegyező sugarú pályán, valószínűleg a Nap–Föld rendszer L4 vagy L5 Lagrange-pontjában keletkezett, de pályája a keletkezésétől számított néhány tízmillió éven belül (tehát valamikor 4,5 milliárd évvel ezelőtt) instabillá vált, emiatt összeütközött a Földdel. Az ütközés hatására a Föld körül egy törmelékgyűrű keletkezett, majd ebből a gyűrűből állt össze a Hold.
Napjainkban a Theia-elmélet a legelfogadottabb a Hold keletkezésére vonatkozó elméletek közül, noha nem az egyetlen ilyen elmélet. A Theia-elmélet mellett szólnak többek között a földi és a holdi kőzetek megegyező kémiai tulajdonságai. 2009-ben a Lagrange-pontokban dolgozó STEREO-műholdpáros fő missziója mellett az itt esetleg megmaradt kőzettörmelékek után is kutat, bár a földi észlelések az 1 kilométernél nagyobb átmérőjű kisbolygók létét kizárták.
A Kölni Egyetem német kutatói az Apollo–11, –12 és –16 által a Holdról hozott kőzetminták vizsgálatával megerősítették az oxigén izotópjai alapján, hogy a Theia és a Föld összeütközése valóban megtörtént.
Egy másik elmélet szerint a Theia tömege és sebessége nagyobb volt. Az ős Földdel való ütközés során csak a Föld anyaga olvadt meg és annak egy részéből keletkezett a Hold, ezzel magyarázható a nagyfokú kémiai hasonlóság a jelenlegi Föld és Hold között. Az ős Theia anyaga az ütközésben nem olvadt meg, a Theia „lepattanva” tovább haladt.

## Külső hivatkozások
- ScienceDaily: Echoes of ancient Earth identified by scientists? 2014-06-09
- University of California - Los Angeles. "Moon was produced by a head-on collision between Earth and a forming planet: Research reconstructs massive crash, which took place 4.5 billion years ago." ScienceDaily. ScienceDaily, 29 January 2016.